# Виктория и Альберт (телесериал)
«Виктория и Альберт» (англ. Victoria & Albert, 2001) — англо-американский телесериал о жизни королевы Виктории и принца-консорта Альберта.

## Сюжет
В телесериале прослеживаются взаимоотношения королевы Виктории и принца Альберта от первого знакомства до смерти принца.

## В ролях
- Виктория Хэмилтон — Виктория
- Джонатан Фёрт (Jonathan Firth) — принц Альберт
- Питер Устинов — король Вильгельм IV
- Пенелопа Уилтон (Penelope Wilton) — Мэри Луиза Виктория, герцогиня Кентская, мать Виктории
- Джон Вуд (John Wood) — Артур Уэлсли, 1-й герцог Веллингтон
- Найджел Хоторн — лорд Уильям Лэм, 2-й виконт Мельбурн
- Дэвид Сушэ — барон Кристиан Фридрих фон Штокмар
- Дайана Ригг — баронесса Лецен
- Алек Маккоуен[англ.] — сэр Роберт Пиль
- Криспин Бонэм-Картер — лорд Фредерик Стэндиш

## Съёмочная группа и производство
- Режиссёр: Джон Эрман
- Сценарист: Джон Голдсмит
- Продюсер: Дэвид Канлифф (David Cunliffe)
- Исполнительные продюсеры: Сью Дикс (Sue Deeks, BBC), Делия Файн (Delia Fine, A&E), Доуг Швальбе (Doug Schwalbe, Splendid TV)
- Композитор: Алан Паркер (Alan Parker)
- Оператор: Тони Айми (Tony Imi)
- Монтаж: Дэвид Блэкмор (David Blackmore), Иэн Фарр (Ian Farr)
- Подбор актёров: Джереми Циммерман (Jeremy Zimmerman)
- Художник-постановщик: Кит Уилсон (Keith Wilson)
- Художник по костюмам: Мария Прайс (Maria Price)

Производство BBC, A&E Television, Own2feet Productions, Splendid Television.
Премьера состоялась 26 августа 2001 года.

## Награды
- 2002 — Премия «Эмми» художнику по костюмам Марии Прайс.